# هود (شلسویگ-هولشتاین)
هود (به آلمانی: Hude) یک شهر در آلمان است که در نوردفرایسلند واقع شده‌است. هود ۲۰۸ نفر جمعیت دارد.